# رویدادنامه شانارا
رویدادنامه شانارا (انگلیسی: The Shannara Chronicles) یک مجموعه تلویزیونی آمریکایی در ژانر خیال‌پردازی است که با همکاری آلفرد گاف و مایلز میلار ساخته شده است و اقتباسی است از رمان خیال‌پردازی حماسی شانارا به قلم تری بروکس که عمدتاً از دومین کتاب در این مجموعه با عنوان سه‌گانه شمیشر شانارا گرفته شده است.
فصل نخست این مجموعه از ۵ ژانویه ۲۰۱۶، تا ۱ مارس ۲۰۱۶ به تعداد ۱۰ قسمت در شبکهٔ ام‌تی‌وی پخش شد. پخش فصل دوم سریال رویدادنامه شانارا از روز پنجشنبه ۲۰ مهر ۱۳۹۶ (۱۱ اکتبر ۲۰۱۷) شروع شد. در فصل دوم شخصیت‌های جدیدی شامل لیریا (ونسا مورگان)، مارت (ملیس جو)، گارت (جنتری وایت)، کویین تملین (کرولاین چیکزی) و ژنرال ریگا (دزموند چیا) معرفی شدند. هنوز خبری از فصل سوم این سریال نیست.